# Mistrzostwa Świata w Piłce Nożnej 2014 (baraże interkontynentalne)
W barażach interkontynentalnych do Mistrzostw Świata wzięły udział cztery zespoły z czterech kontynentów (Ameryka Północna, Ameryka Południowa, Azja, Oceania).

## Format
Zespoły zagrały ze sobą systemem mecz i rewanż. Pary zostały wylosowane podczas losowania eliminacji. Są to AFC – CONMEBOL oraz CONCACAF – OFC.
- Azja ma w Mistrzostwach Świata 4 miejsca, a Ameryka Południowa ma zapewnione 4 miejsca (AFC – 5. miejsce; CONMEBOL – 5. miejsce w Rundzie Finałowej)
- Ameryka Północna ma 3 miejsca, a Oceania nie ma zapewnionego żadnego miejsca. O dodatkowe miejsce powalczą zespoły, które zajęły w eliminacjach odpowiednie miejsca (CONCACAF – 4. miejsce; OFC – zwycięzca 3. rundy eliminacji)

## Drużyny
| Konfederacja                  | Miejsce w eliminacjach           | Drużyna       |
| ----------------------------- | -------------------------------- | ------------- |
| Ameryka Południowa (CONMEBOL) | 5. miejsce w eliminacjach        | Urugwaj       |
| Ameryka Północna (CONCACAF)   | 4. miejsce w Rundzie Finałowej   | Meksyk        |
| Azja (AFC)                    | zwycięzca barażu kontynentalnego | Jordania      |
| Oceania (OFC)                 | zwycięzca 3. rundy eliminacji    | Nowa Zelandia |

| Drużyna 1                            | Wynik dwumeczu | Drużyna 2     | Pierwszy mecz | Drugi mecz |
| ------------------------------------ | -------------- | ------------- | ------------- | ---------- |
| Jordania                             | 0:5            | Urugwaj       | 0:5           | 0:0        |
| Meksyk                               | 9:3            | Nowa Zelandia | 5:1           | 4:2        |
| Po lewej gospodarz pierwszego meczu. |                |               |               |            |

## Wyniki
| 13 listopada 2013 16:00 | Jordania | 0:5(0:2) | Urugwaj · 22' M. Pereira · 42' Stuani · 69' Lodeiro · 78' Rodríguez · 90+2' Cavani | Stadion Króla Abdullaha w Ammanie, Amman Sędzia: Svein Oddvar Moen |
|                         |          |          |                                                                                    |                                                                    |

| 21 listopada 2013 00:00 | Urugwaj | 0:0 | Jordania | Estadio Centenario, Montevideo Sędzia: Jonas Eriksson |
|                         |         |     |          |                                                       |

- Urugwaj wygrał w dwumeczu 5-0 i awansował do MŚ 2014.

| 13 listopada 2013 21:30 | Meksyk · Aguilar 32' · Jiménez 40' · Peralta 48', 80' · Márquez 84' | 5:1(2:0) | Nowa Zelandia · 85' James | Estadio Azteca, Meksyk Sędzia: Viktor Kassai |
|                         |                                                                     |          |                           |                                              |

| 20 listopada 2013 07:00 | Nowa Zelandia · James 80' (k) · Fallon 82' | 2:4(0:3) | Meksyk · 14', 29', 33' Peralta · 87' Peña | Westpac Stadium, Wellington Sędzia: Felix Brych |
|                         |                                            |          |                                           |                                                 |

- Meksyk wygrał w dwumeczu 9-3 i awansował do MŚ 2014.

Czas w czasie środkowoeuropejskim.